# Sekundenstil
Sekundenstil ist die Bezeichnung für eine in der epischen Dichtung des Naturalismus erstmals entwickelte Technik, deren Ziel die volle Deckungsgleichheit von Erzählzeit und erzählter Zeit war. Dabei wurden Sinneswahrnehmungen, Bewegungen oder Bildfolgen „sekundengenau“ erzählend registriert. Der Literaturhistoriker Adalbert von Hanstein prägte den Begriff erstmals Bezug nehmend auf die Studie Papa Hamlet von Arno Holz und Johannes Schlaf.
Die Entwicklung des Sekundenstils kann im Zusammenhang mit der Weiterentwicklung von Fonografie (Tonaufnahme) und Fotografie im ausgehenden 19. Jahrhundert gesehen werden. In erzählender Weise werden kleinste Bewegungen, Geräusche und optische Eindrücke zeitgetreu (sekundenweise) dargestellt. Jedes noch so banale Detail wird geradezu protokollarisch festgehalten, um beispielsweise dem natürlichen Sprechen möglichst nahezukommen: Stottern, Stammeln, Dialekt, Ausrufe, unvollständige Sätze, Atempausen, Nebengeräusche… So entsteht eine starke Annäherung zwischen der äußeren und der inneren Wirklichkeit und das Erzählte wirkt unmittelbarer und authentischer. Der Sekundenstil ist somit ein Schreibstil, der eine filmisch-dokumentarische Atmosphäre erzeugt und sich z. B. für die Darstellung eines Milieus besonders eignet.

## Beispiel
In der berühmten naturalistischen Erzählung Bahnwärter Thiel entspricht die Erzählzeit der erzählten Zeit: Die Lektüre dauert ungefähr so lange wie das geschilderte Geschehen. 

„Ein dunkler Punkt am Horizonte, da wo die Geleise sich trafen, vergrößerte sich. Von Sekunde zu Sekunde wachsend, schien er doch auf einer Stelle zu stehen. Plötzlich bekam er Bewegung und näherte sich. Durch die Geleise ging ein Vibrieren und Summen, ein rhythmisches Geklirr, ein dumpfes Getöse, das, lauter und lauter werdend, zuletzt den Hufschlägen eines heranbrausenden Reitergeschwaders nicht unähnlich war.
Ein Keuchen und Brausen schwoll stoßweise fernher durch die Luft. Dann plötzlich zerriß die Stille. Ein rasendes Tosen und Toben erfüllte den Raum, die Geleise bogen sich, die Erde zitterte – ein starker Luftdruck – eine Wolke von Staub, Dampf und Qualm, und das schwarze, schnaubende Ungetüm war vorüber. So wie sie anwuchsen, starben nach und nach die Geräusche. Der Dunst verzog sich. Zum Punkte eingeschrumpft, schwand der Zug in der Ferne, und das alte heil’ge Schweigen schlug über dem Waldwinkel zusammen.“